# Monilia
Cet article concerne le genre de champignon. Pour le nom illégitime de genre d'algue brune, voir Hormosira.
Genre
Monilia est un genre de champignons microscopique dont plusieurs espèces sont responsables d'une maladie des fruits appelée « moniliose ».
Le nom Monilia est donnée à la forme asexuée (Deutéromycète) de Monilinia, champignon ascomycète de la famille des Sclerotiniaceae. Ces champignons sont également connus sous une forme stérile (rattachée au genre Sclerotinia).
Monilia fructigena s'attaque principalement aux fruits à pépins, Monilia laxa aux fruits à noyau.
La présence d'eau liquide à la surface du fruit ramollit l'épiderme, elle est suffisante pour permettre la pénétration du champignon même sans blessure. Plus particulièrement, le phénomène apparait à l'approche de la maturité avec l'apparition de micro-fissures provoquées par le grossissement du fruit (plus le grossissement est rapide et plus les micro-fissures sont importantes).
La grêle peut créer des portes d'entrée supplémentaires, même si la cicatrisation semblait bonne.
En cas d'attaque, pour sauver ce qui peut l'être : taille en vert et effeuillage autour des fruits pour les mettre au « courant d'air. »

## Liste d'espèces
Selon Catalogue of Life (21 septembre 2014) :
- Monilia alboviolacea
- Monilia alessandrina
- Monilia allii
- Monilia altaica
- Monilia amelanchieris
- Monilia aquatilis
- Monilia aroniae
- Monilia avenae
- Monilia baccarum
- Monilia blanchardii
- Monilia botrytis
- Monilia brunnea
- Monilia caoi
- Monilia carbonaria
- Monilia cerebriformis
- Monilia chalmersii
- Monilia communis
- Monilia cornealis
- Monilia corni
- Monilia dissocians
- Monilia diversispora
- Monilia ellipsoidea
- Monilia elongata
- Monilia enterocola
- Monilia entomophila
- Monilia formicarum
- Monilia geophila
- Monilia glasti
- Monilia heteroica
- Monilia hominis
- Monilia interposita
- Monilia intestinalis
- Monilia issavi
- Monilia japonica
- Monilia krusoides
- Monilia kusanoi
- Monilia leuckartii
- Monilia londinensis
- Monilia lunzinensis
- Monilia macrospora
- Monilia mautneri
- Monilia medoacensis
- Monilia montoyae
- Monilia muisa
- Monilia mumeicola
- Monilia nitida
- Monilia olivacea
- Monilia oregonensis
- Monilia parabalcanica
- Monilia parachalmersii
- Monilia parazeylanoides
- Monilia perieri
- Monilia pictor
- Monilia platensis
- Monilia polystroma
- Monilia pruinosa
- Monilia pseudobronchialis
- Monilia pulmonea
- Monilia rhoi
- Monilia sakuranei
- Monilia seaveri
- Monilia sidalceae
- Monilia tabaci
- Monilia tonge
- Monilia vaginalis
- Monilia versiformis
- Monilia yunnanensis
- Monilia zeylanica

Selon Index Fungorum (21 septembre 2014) :
- Monilia albicans Pers. 1822
- Monilia albolutea Fayod 1885
- Monilia albolutea Secr. 1833
- Monilia alboviolacea Panas. 1965
- Monilia alessandrina Panay. 1930
- Monilia allii Baudyš 1926
- Monilia altaica Žukov 1979
- Monilia amelanchieris J.M. Reade 1908
- Monilia angustior (Sacc.) Mussat 1900
- Monilia antennaeformis (Hoffm.) Gray 1821
- Monilia aquatilis Malguth 1928
- Monilia arctica P. Karst. 1888
- Monilia aroniae L.R. Batra 1991
- Monilia articulata (Pers.) Nees 1816
- Monilia aurantiaca Peck & Sacc. 1889
- Monilia avenae Peck 1906
- Monilia baccarum Mig. 1913
- Monilia batrachea H.H. Scott 1926
- Monilia blanchardii (Castell.) Castell. & Chalm. 1913
- Monilia bogolepoffii Vuill.
- Monilia bombycis Johan-Olsen
- Monilia botrytis Vuill. 1931
- Monilia brunnea J.C. Gilman & E.V. Abbott 1927
- Monilia brunnea Verrall 1943
- Monilia caespitosa Purton
- Monilia candida E.C. Hansen 1888
- Monilia candida Pers. 1801
- Monilia caoi (Jannin) Castell. & Chalm. 1913
- Monilia capsulata Lindner & P. Knuth 1916
- Monilia carbonaria Cooke 1886
- Monilia cellulosophaga Sartory, R. Sartory, J. Mey. & Baumli 1935
- Monilia cerasi Earle 1901
- Monilia cerebriformis J.F.H. Beyma 1933
- Monilia chalmersii (Castell.) Castell. & Chalm. 1913
- Monilia cinnabarina Spreng. 1806
- Monilia communis Castell. 1916
- Monilia cornealis Nann. 1928
- Monilia corni J.M. Reade 1908
- Monilia corylaria Sacc.
- Monilia diffusa Ellis & Everh. 1885
- Monilia digitata Schumach. 1803
- Monilia dispersa Lambotte & Fautrey 1898
- Monilia dissocians Mattlet 1926
- Monilia diversispora Dadal. 1978
- Monilia diversispora J.F.H. Beyma 1933
- Monilia effusa Peck 1889
- Monilia ellipsoidea Fox
- Monilia ellipsoidea Weidman 1925
- Monilia elongata (Mattlet) Brumpt 1927
- Monilia enterocola Macfie 1921
- Monilia entomophila Sacc. 1912
- Monilia erubescens (Asch.) Guég.
- Monilia formicarum Speg. 1911
- Monilia fructigena Schumach. 1803
- Monilia fumosa Sacc. 1827
- Monilia fungicola Ellis & Barthol. 1897
- Monilia fusconigra Schwein. 1832
- Monilia geophila Oudem. 1902
- Monilia glasti Plowr. 1901
- Monilia glauca Pers. 1794
- Monilia globosa Schwein. 1832
- Monilia graminum Letell.
- Monilia gruetzii Vuill.
- Monilia hammonis Ehrenb. 1824
- Monilia harknessii Berk. & Broome
- Monilia hesperidica Sacc. 1877
- Monilia heteroica L.R. Batra 1991
- Monilia hominis Vuill. 1931
- Monilia hyalina Fr. 1815
- Monilia interposita Sutejew, Utenkow & Zeitlin 1929
- Monilia intestinalis (Castell.) Castell. & Chalm. 1913
- Monilia issavi Mattlet 1926
- Monilia japonica L.R. Batra 1991
- Monilia kenyensis De Smidt 1927
- Monilia krusoides Castell. 1937
- Monilia kusanoi Henn. 1902
- Monilia leuckartii (H. Hoffm.) Nann. 1934
- Monilia libertiana Roum. 1884
- Monilia londinensis Castell. & Chalm. 1919
- Monilia lunzinensis Svilv. 1941

Selon NCBI (21 septembre 2014) :
- Monilia fructigena
- Monilia mumecola
- Monilia polystroma
- Monilia yunnanensis